# Marcenay
Marcenay est une commune française située dans le département de la Côte-d'Or, en région Bourgogne-Franche-Comté.

## Géographie

### Situation
Marcenay est située à proximité de la départementale 965 reliant Auxerre (73 km à l'ouest, dans l'Yonne) à Chaumont. Châtillon-sur-Seine, son chef-lieu de canton, est à 14 km à l'est, Montbard sa sous-préfecture à 35 km au sud.

### Transports
La gare la plus proche est celle de Nuit Sous Ravière (TER)
La gare TGV la plus proche est celle de Montbard (TGV).

### Communes limitrophes

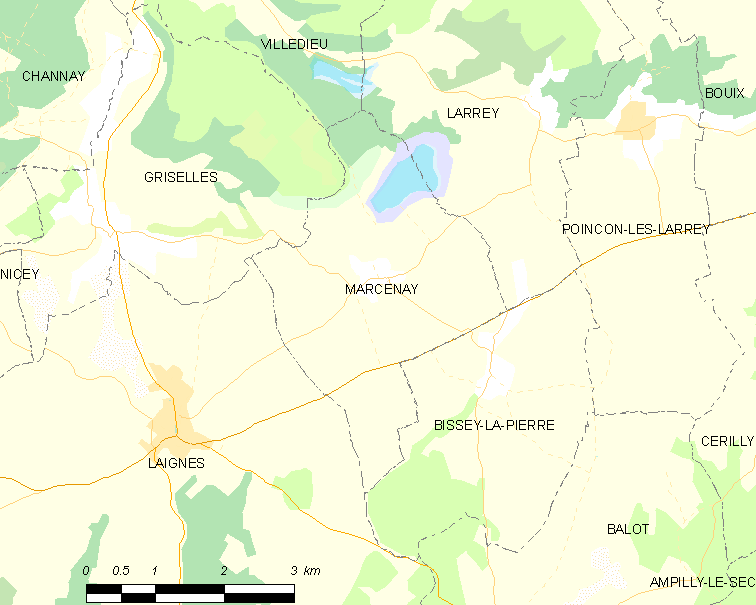

### Hydrographie
La plus grande partie de l'étang de Marcenay se trouve sur la commune. Ce plan d'eau artificiel de 92 hectares est l'un des plus grands lacs de Côte-d'Or.
Le ruisseau de Marcenay semble être une résurgence de la Haute-Laigne dont il rejoint le cours inférieur à Griselles.

### Climat
Pour des articles plus généraux, voir Climat de la Bourgogne-Franche-Comté et Climat de la Côte-d'Or.
En 2010, le climat de la commune est de type climat des marges montargnardes, selon une étude du Centre national de la recherche scientifique s'appuyant sur une série de données couvrant la période 1971-2000. En 2020, Météo-France publie une typologie des climats de la France métropolitaine dans laquelle la commune est exposée à un climat océanique altéré et est dans la région climatique  Lorraine, plateau de Langres, Morvan, caractérisée par un hiver rude (1,5 °C), des vents modérés et des brouillards fréquents en automne et hiver. 
Pour la période 1971-2000, la température annuelle moyenne est de 10,5 °C, avec une amplitude thermique annuelle de 16,1 °C. Le cumul annuel moyen de précipitations est de 834 mm, avec 11,9 jours de précipitations en janvier et 8,2 jours en juillet. Pour la période 1991-2020, la température moyenne annuelle observée sur la station météorologique de Météo-France la plus proche, « Châtillon/Seine », sur la commune de Châtillon-sur-Seine à 13 km à vol d'oiseau, est de 10,8 °C et le cumul annuel moyen de précipitations est de 832,8 mm,. Pour l'avenir, les paramètres climatiques de la commune estimés pour 2050 selon différents scénarios d'émission de gaz à effet de serre sont consultables sur un site dédié publié par Météo-France en novembre 2022.

## Urbanisme

### Typologie
Au 1er janvier 2024, Marcenay est catégorisée commune rurale à habitat dispersé, selon la nouvelle grille communale de densité à 7 niveaux définie par l'Insee en 2022.
Elle est située hors unité urbaine. Par ailleurs la commune fait partie de l'aire d'attraction de Châtillon-sur-Seine, dont elle est une commune de la couronne,. Cette aire, qui regroupe 60 communes, est catégorisée dans les aires de moins de 50 000 habitants,.

### Occupation des sols
L'occupation des sols de la commune, telle qu'elle ressort de la base de données européenne d’occupation biophysique des sols Corine Land Cover (CLC), est marquée par l'importance des territoires agricoles (85,8 % en 2018), une proportion identique à celle de 1990 (85,8 %). La répartition détaillée en 2018 est la suivante : terres arables (82,9 %), forêts (4,9 %), eaux continentales (3,5 %), zones agricoles hétérogènes (3 %), zones humides intérieures (3 %), milieux à végétation arbustive et/ou herbacée (2,8 %). L'évolution de l’occupation des sols de la commune et de ses infrastructures peut être observée sur les différentes représentations cartographiques du territoire : la carte de Cassini (XVIIIe siècle), la carte d'état-major (1820-1866) et les cartes ou photos aériennes de l'IGN pour la période actuelle (1950 à aujourd'hui).

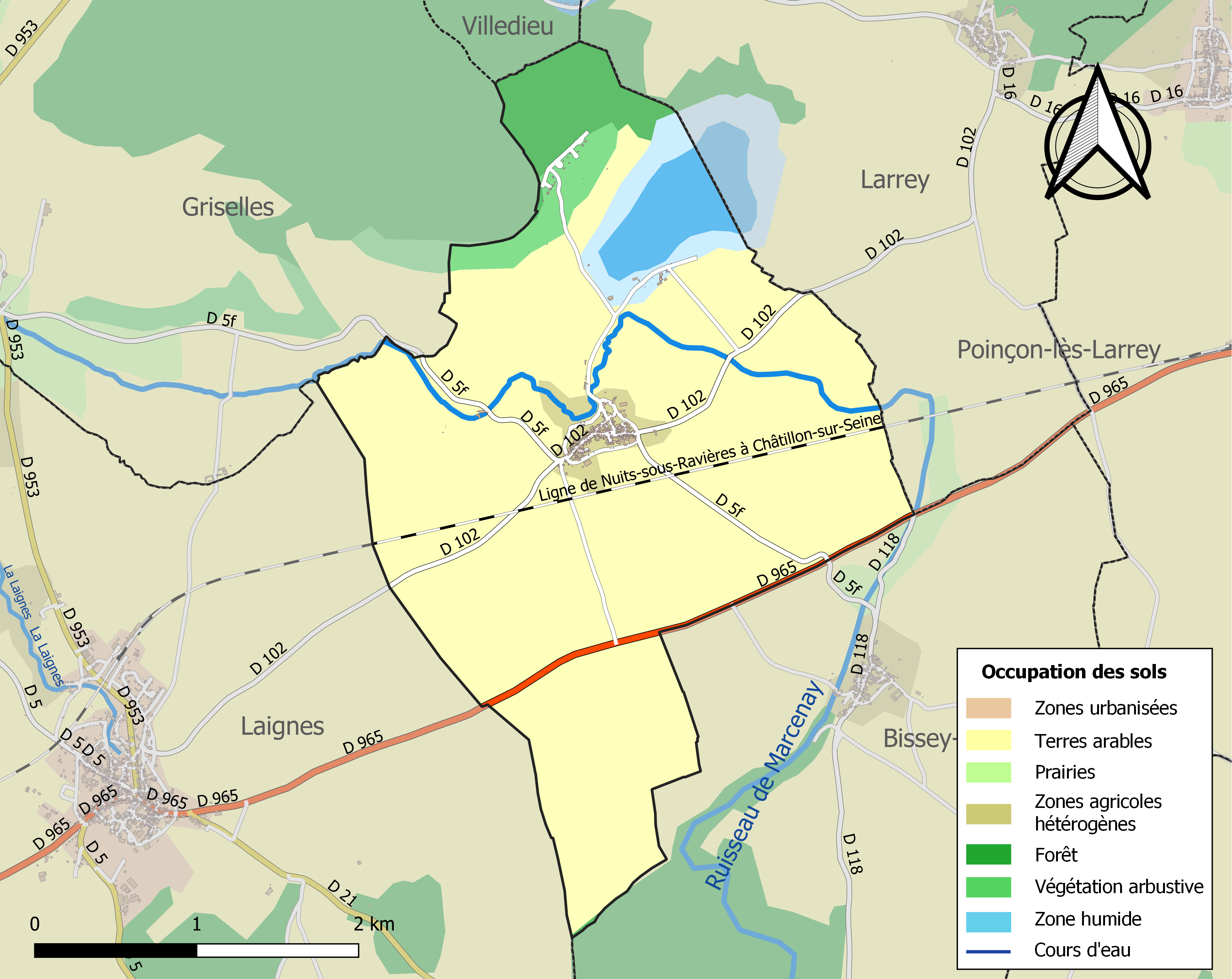
Carte des infrastructures et de l'occupation des sols de la commune en 2018 (CLC).

## Histoire

### Antiquité
La découverte de sarcophages en partie visibles dans l'église actuelle atteste l'occupation à la période gallo-romaine.

### Moyen Âge
Aux environs de l'an 600 un premier village mérovingien a pour curé saint Vorles dont le corps est transféré à Châtillon en 868 pour être mis à l'abri des Vikings. Marcenay est ensuite une dépendance de l'abbaye de Molesme dont il subsiste divers vestiges : les quatre murs de la grange dîmière et le grand étang artificiel à finalité piscicole.

### Époque moderne
En 1540, les habitants obtiennent leur affranchissement. En 1742, le prince de Condé décide de la création d'un haut-fourneau sur les rives du lac pour transformer le minerai en fonte. Cette activité est à l'origine d'une tradition métallurgique qui se poursuit avec la création en 1850 d'une entreprise de matériel agricole. La production annuelle moyenne du haut fourneau était de 425 tonnes de fonte. En 1847, le montage d'une machine à vapeur pour suppléer la roue hydraulique permet de doubler la capacité de production, qui a pris fin en 1866.
Restauré, ce haut-fourneau est un témoin vivant de l'ère industrielle du Châtillonnais.

## Politique et administration
| Période                                  | Période | Identité    | Étiquette | Qualité |
| ---------------------------------------- | ------- | ----------- | --------- | ------- |
| mars 2014                                |         | Agnès Rothe |           |         |
| Les données manquantes sont à compléter. |         |             |           |         |

Marcenay appartient :
- à l'arrondissement de Montbard,
- au canton de Châtillon-sur-Seine.

## Démographie
L'évolution du nombre d'habitants est connue à travers les recensements de la population effectués dans la commune depuis 1793. Pour les communes de moins de 10 000 habitants, une enquête de recensement portant sur toute la population est réalisée tous les cinq ans, les populations de référence des années intermédiaires étant quant à elles estimées par interpolation ou extrapolation. Pour la commune, le premier recensement exhaustif entrant dans le cadre du nouveau dispositif a été réalisé en 2008.

En 2022, la commune comptait 98 habitants, en évolution de −2 % par rapport à 2016 (Côte-d'Or : +0,82 %, France hors Mayotte : +2,11 %).
| 1793 | 1800 | 1806 | 1821 | 1831 | 1836 | 1841 | 1846 | 1851 |
| ---- | ---- | ---- | ---- | ---- | ---- | ---- | ---- | ---- |
| 363  | 347  | 365  | 342  | 321  | 335  | 369  | 358  | 367  |

| 1856 | 1861 | 1866 | 1872 | 1876 | 1881 | 1886 | 1891 | 1896 |
| ---- | ---- | ---- | ---- | ---- | ---- | ---- | ---- | ---- |
| 360  | 370  | 371  | 319  | 331  | 311  | 326  | 307  | 338  |

| 1901 | 1906 | 1911 | 1921 | 1926 | 1931 | 1936 | 1946 | 1954 |
| ---- | ---- | ---- | ---- | ---- | ---- | ---- | ---- | ---- |
| 332  | 338  | 309  | 243  | 252  | 235  | 217  | 173  | 230  |

| 1962 | 1968 | 1975 | 1982 | 1990 | 1999 | 2006 | 2008 | 2013 |
| ---- | ---- | ---- | ---- | ---- | ---- | ---- | ---- | ---- |
| 210  | 188  | 149  | 145  | 130  | 116  | 114  | 114  | 104  |

| 2018 | 2022 | - | - | - | - | - | - | - |
| ---- | ---- | - | - | - | - | - | - | - |
| 95   | 98   | - | - | - | - | - | - | - |

## Culture locale et patrimoine

### Lieux et monuments
- L'église Saint-Vorles  Inscrit MH (1925)[21].
- L'étang de Marcenay, qui en grande partie se trouve sur la commune. Ce lac artificiel de 92 hectares a été créé par les moines de l'abbaye de Molesme en 1239 pour la pisciculture. Il a ensuite été utilisé pour la sidérurgie, dont les témoins sont l'ancien haut fourneau de 1742[22] et la halle à charbon qui est actuellement une maison des produits du Châtillonnais.

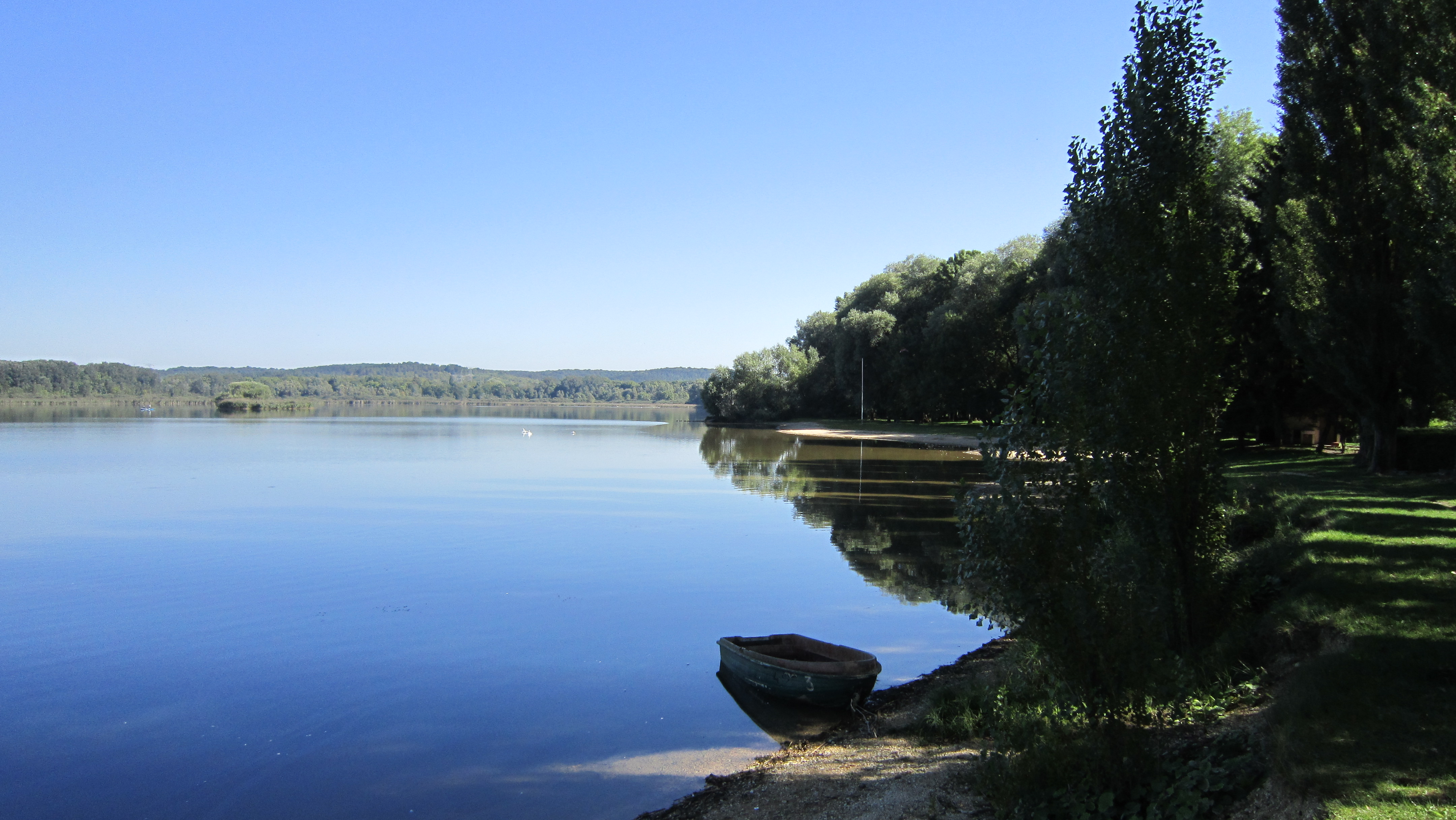
L'étang de Marcenay.
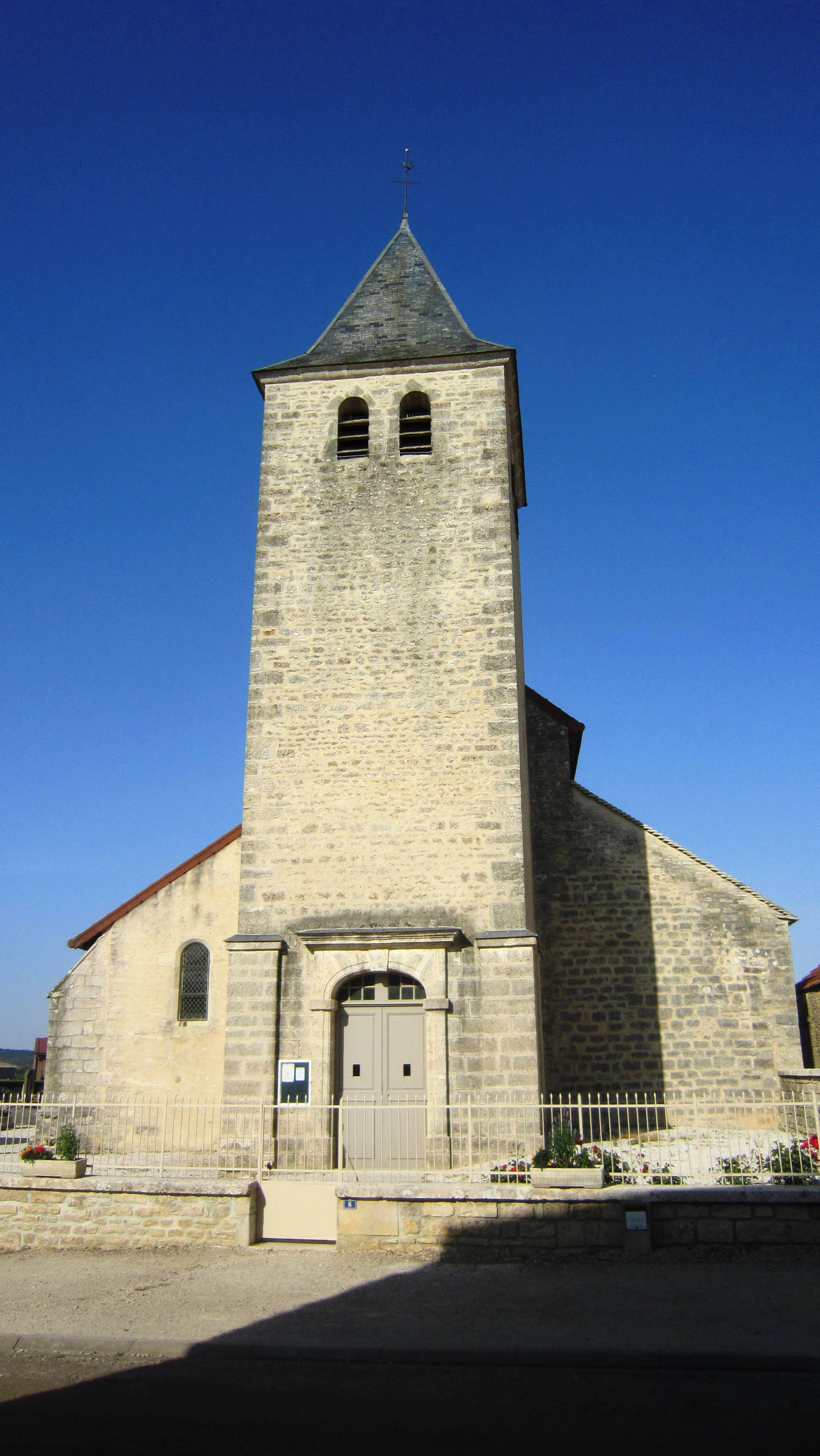
L'église Saint-Vorles.
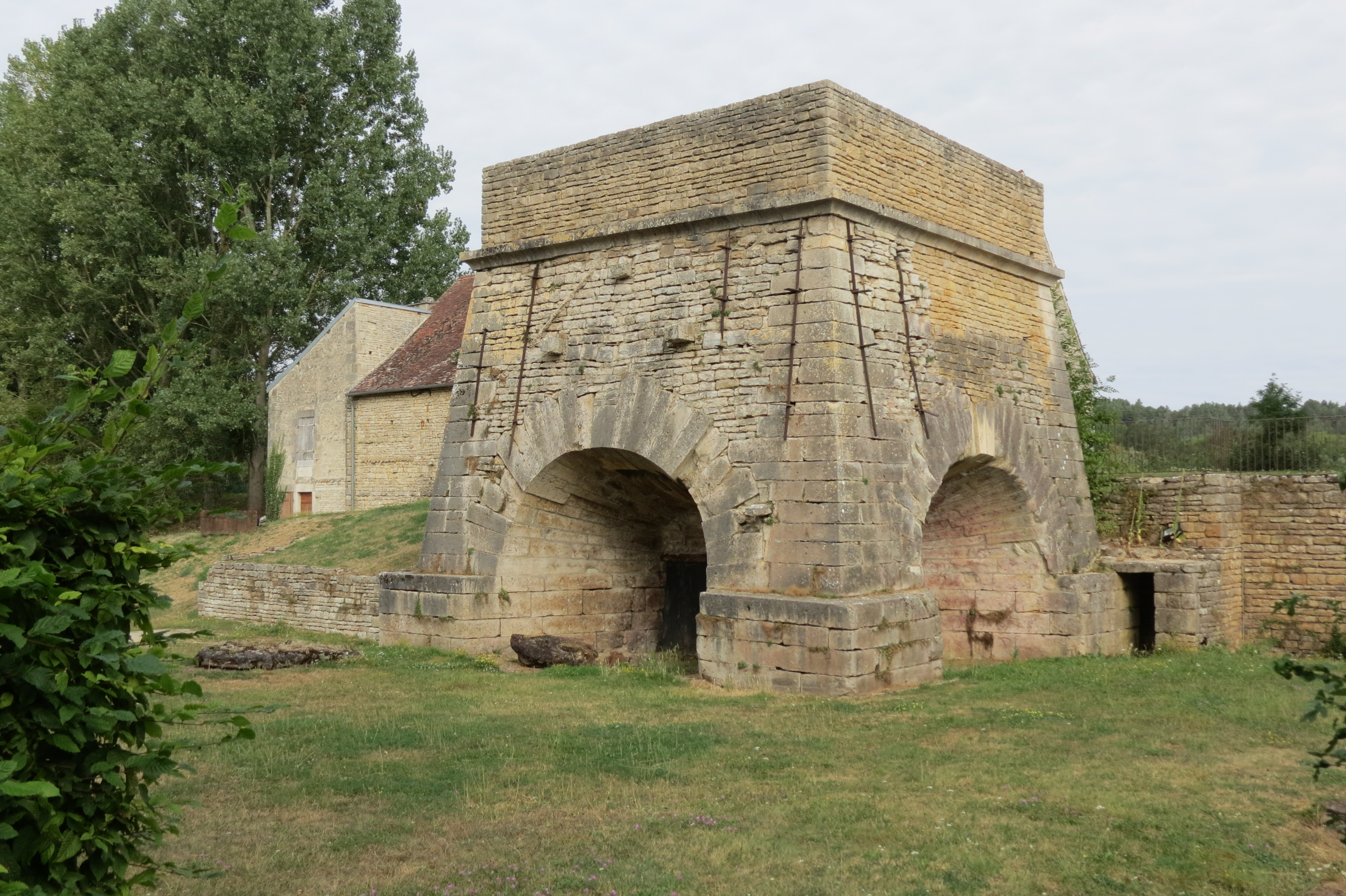
Le haut-fourneau.

### Personnalités liées à la commune
- Saint Vorles (530 (?) - 591), né à Marcenay, y fut enterré avant que ses reliques soient transportées à Châtillon-sur-Seine en 868.
- Hippolyte Délié (1841-1899), photographe, né à Marcenay.

### Héraldique
| Blason de Marcenay | Blason  | D'azur aux deux gerbes de blé d'or soutenues d'un croissant du même. |
| Blason de Marcenay | Détails | Le statut officiel du blason reste à déterminer.                     |